# Valter Motaln
Valter Motaln, slovenski filozof in učitelj, * 1944

## Življenje
Valter Motaln je bil rojen leta 1944.  Po končani gimnaziji se je vpisal na Filozofsko fakulteto v Ljubljani. Leta 1972 je opravil magisterij na področju filozofije, leta 1978 pa je doktoriral. Njegov mentor je bil  profesor filozofije dr. Frane Jerman, s katerim je Motaln sodeloval skozi celoten študij.  Po doktoratu  se je še naprej ukvarjal s filozofijo, njegovo glavno področje dela pa je bila matematična logika. Najprej je poučeval filozofijo na gimnaziji Poljane v Ljubljani, kasneje pa je  med letoma 1981 in 2005 poučeval filozofijo in sociologijo na Fakulteti za strojništvo Univerze v Ljubljani. Sodeloval je tudi s časopisom Anthropos, ki je časopis za psihologijo, filozofijo ter za sodelovanje humanističnih ved. Vsa njegova dela po končanem študiju so bila objavljena kot članki  prav v tem časopisu. Leta 2002 je kot recenzent sodeloval pri izdaji učbenika za filozofijo za gimnazije.

## Delo
Njegova dela po končanem šolanju so bila objavljena v časopisu Anthropos. V člankih je načel več različnih tem, najpogosteje pa se je pojavljala povezava med logiko, matematiko ali fiziko in filozofijo. "Zdi se mi, da je bil odnos med filozofijo in znanostjo za filozofijo vseskozi aktualen,..." (Motaln, 1984, stran 107) Najpogosteje je povzemal že nastale ugotovitve, iz njih pa izpeljeval še svoje. Predstavil je na primer delo ameriškega filozofa in logika Willarda Vana Ormana Quineja, francoskega matematika Henrija Poincaré in tudi po mnenju mnogih najpomembnejšega fizika vseh časov Alberta Einsteina.